# Ctenus spectabilis
Ctenus spectabilis este o specie de păianjeni din genul Ctenus, familia Ctenidae, descrisă de Roger de Lessert în anul 1921. Conform Catalogue of Life specia Ctenus spectabilis nu are subspecii cunoscute.